# آندریا کاگنانو
آندریا کاگنانو (انگلیسی: Andrea Cagnano؛ زادهٔ ۱۷ ژوئن ۱۹۹۸) بازیکن فوتبال است.
از باشگاه‌هایی که در آن بازی کرده‌است می‌توان به باشگاه فوتبال اینتر میلان اشاره کرد.